# Buczyna (obwód lwowski)
Buczyna (ukr. Бучина) – wieś na Ukrainie w rejonie złoczowskim należącym do obwodu lwowskiego.
Do 2020 w rejonie brodzkim. 

## Położenie
Na podstawie Słownika geograficznego Królestwa Polskiego i innych krajów słowiańskich: Buczyna to wieś w powiecie brodzkim, 13 km na południe od Brodów.